# Villa de María
Villa de María ou Villa de María del Río Seco est une ville de la province de Córdoba, en Argentine, et le chef-lieu du département de Río Seco. Elle est située au nord de la province à 26 km de la limite de la province de Santiago Del Estero.

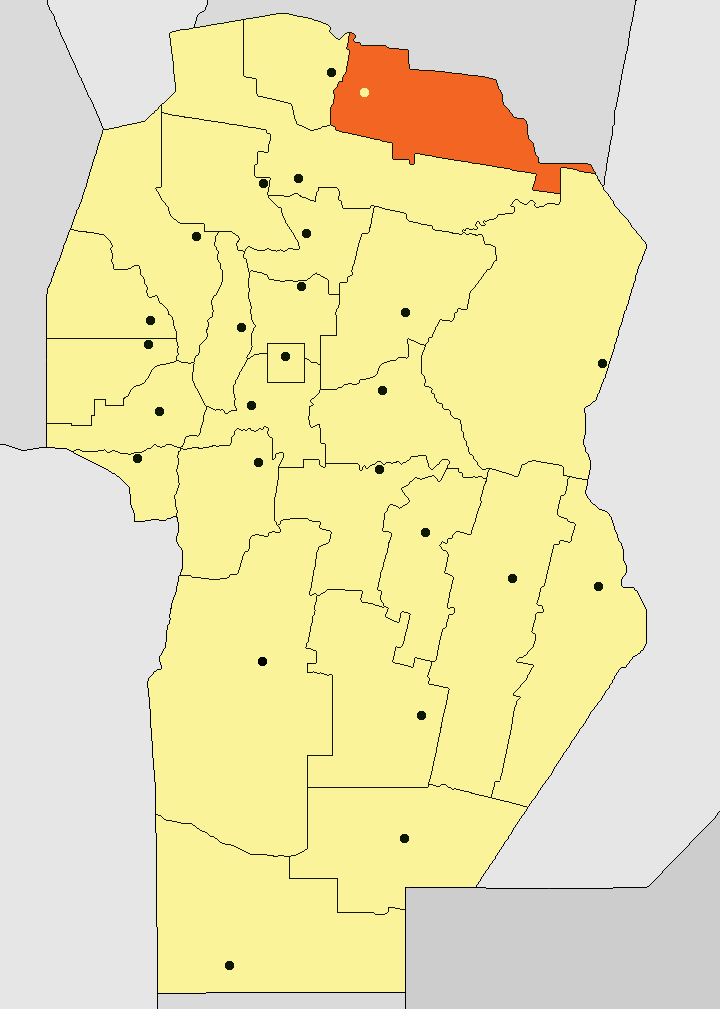
Localisation de la ville dans la province